# Wallace B. Smith
Wallace Bunnell Anthony Smith (Lamoni, 29 luglio 1929 – Lee's Summit, 22 settembre 2023) è stato un predicatore e religioso statunitense, Profeta-Presidente della Chiesa Riorganizzata di Gesù Cristo dei Santi degli Ultimi Giorni.

## Biografia
Pronipote di Joseph Smith, nel 1976 fu designato dal padre William Wallace (1900-1989) come suo successore alla carica di presidente-profeta, per la quale fu ordinato presidente due anni più tardi, allorché il padre rinunciò al titolo di presidente emerito. Prima di accettare l'ordinazione alla guida della RLDS, Wallace era un oftalmologo praticante a Independence, nel Missouri.
Durante la sua presidenza, il 5 aprile 1984 fu convocata la conferenza che approvò il sacerdozio femminile. La prima ordinazione di una donna ebbe luogo il 17 novembre 1985. 

Il 17 aprile 1994 fu completato l'Independence Temple, il principale centro di culto e di formazione spirituale della Comunità di Cristo.
In occasione di un ritiro del Consiglio congiunto nel '94, lanciò l'idea di modificare la denominazione della Chiesa Riorganizzata di Gesù Cristo dei Santi degli Ultimi Giorni. Il 19 settembre 1995, Smith annunciò che si sarebbe ritirato come profeta, veggente e rivelatore della chiesa, e designò W. Grant McMurray come suo successore.

Il 15 aprile 1996 McMurray fu ordinato presidente nel corso di una cerimonia svoltasi all'Auditorium della RLDS, mentre Smith fu designato "Presidente emerito", allo stesso modo del padre vent'anni prima.
Inizialmente respinta dalla Conferenza mondiale del '96, la proposta di modifica del nome in "Comunità di Cristo" fu infine approvata durante la Conferenza mondiale dell'aprile 2000, quattro anni dopo l'ordinazione di McMurray.